# Fausto Tesio
Dott. Fausto Tesio (Moncalieri, 1898 – Roma, 1974) è stato un medico italiano che fu inviato dall'Associazione per il Soccorso ai Missionari Italiani nel Regno di Giordania nel 1921  per aprire ospedali. Fu il primo medico europeo che entrò alla corte di Giordania e con spirito veramente pioneristico fondò nel 1927 un ospedale ad Amman che con gli anni si sviluppò fino a diventare un ospedale modello.

## Biografia
Nel 1922, appena laureato a Torino con il Prof. Bobbio, collega di quelli che poi hanno rappresentato la scuola chirurgica torinese (Dogliotti, Biancalana, Delle Piane, Roccia), su richiesta del senatore  Santarelli che era al vertice dell'associazione di soccorso, fu mandato all'estero a fondare ospedali. Arrivò così ad Amman, aveva 22 anni. Capace, dinamico, pieno di buona volontà. era riuscito in breve ad accattivarsi la stima della corte giordana ed era diventato medico di fiducia curando tre Re della dinastia hascemita; uno, Re Hussein I, vide la luce sotto la sua assistenza. 
Nel 1927 fondò il primo ospedale italiano ad Amman, la capitale, (vi lavoravano una ventina di suore) e poi un secondo ospedale a Kerak, a sud di Amman, costituendo il più importante polo medico della zona. Per farsi visitare i malati arrivavano anche dall'Arabia Saudita dopo una settimana di viaggio. Tesio acquistò subito una vasta rinomanza come chirurgo e ginecologo e quando la trasformazione dello stato giordano portò Amman al ruolo di capitale, la sua fama crebbe. La sua casa di Amman, costruita a fianco dell'ospedale, diventò anche un importante salotto di incontro per intellettuali ed imprenditori italiani in visita in Giordania.
Allo scoppio della seconda guerra mondiale conobbe il periodo forse più buio della sua vita perché Glubb Pascià, il generale inglese (all'epoca il regno di Giordania era un protettorato inglese) che era praticamente il padrone della Giordania, temendo la sua popolarità lo fece internare in un campo di concentramento in Australia. Lì Fausto Tesio passò sei anni fra filo spinato, umiliazioni e fame mentre la sua famiglia (la moglie Giselda e i figli Flavia e Franco) erano sfollati in Italia. Quando nel 1946 poté fare ritorno ad Amman, la gente lo accolse come un eroe, imbandierarono persino le abitazioni e la casa reale giordana proclamò festa nazionale.
Tesio rimase ad Amman a lavorare all'ospedale per altri due decenni, poi rientrò in Italia. Morì a Roma nel 1978.

## Premi e riconoscimenti
- 1949 -  Stella della Solidarietà Italiana con il titolo di Commendatore dell'Ordine della Stella d'Italia.
- 1965 - dal Santo Padre la nomina a Commendatore di San Gregorio.